# 香川県道220号大見吉津仁尾線
香川県道220号大見吉津仁尾線（かがわけんどう220ごう おおみよしづにおせん）は、香川県三豊市を通る一般県道である。

## 概要

### 路線データ
- 起点：香川県三豊市三野町下高瀬（高松自動車道 三豊鳥坂IC）
- 終点：香川県三豊市仁尾町仁尾辛（香川県道21号丸亀詫間豊浜線交点）

## 歴史
- 時期不明 - 指定。
- 2006年（平成18年）3月24日 - 三豊鳥坂IC供用開始と同時に同IC - 道免交差点間開通。

## 路線状況

### 重複区間
- 香川県道221号宮尾高瀬線（三豊市三野町大見）

## 地理

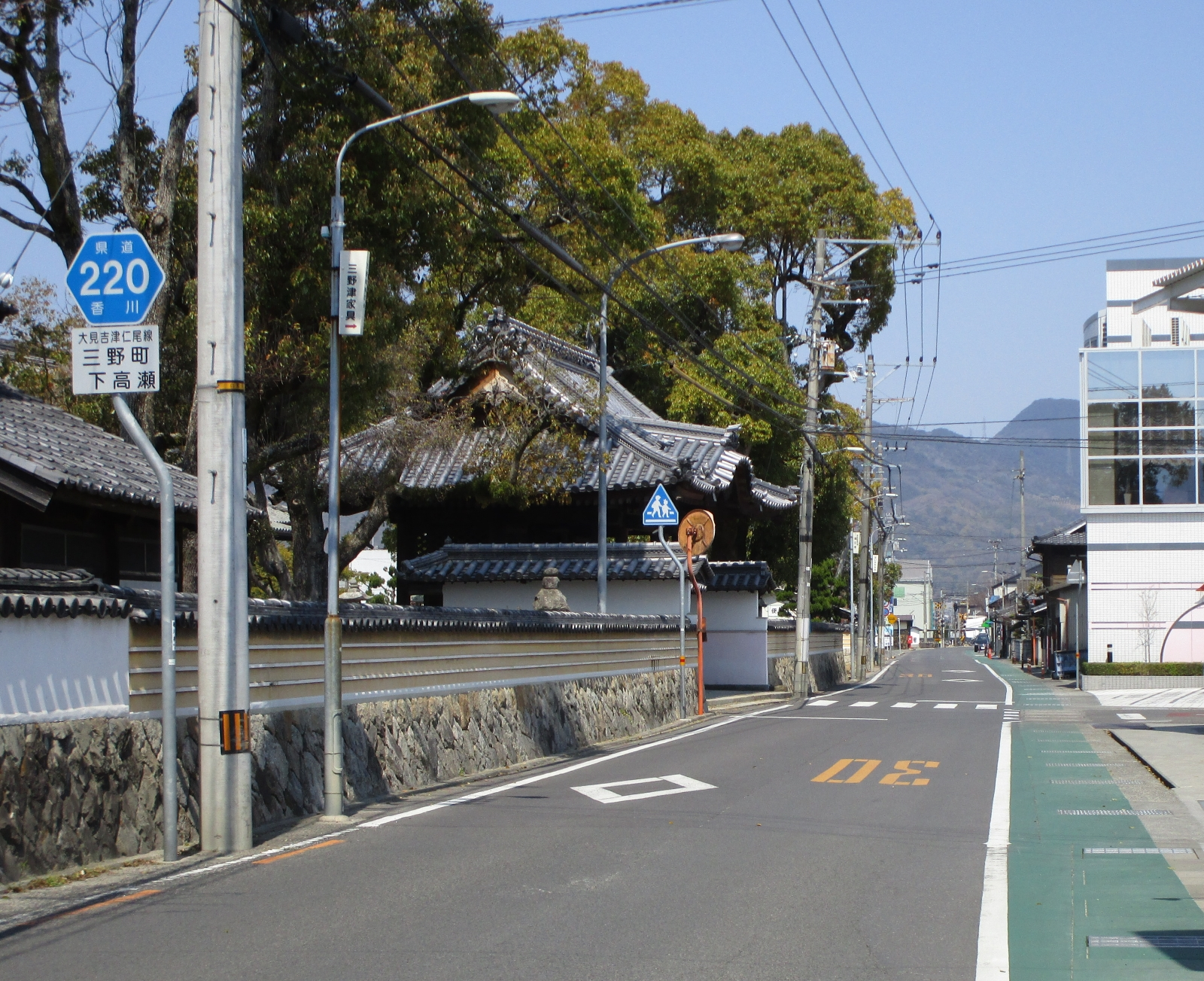
香川県道220号大見吉津仁尾線（本門寺付近）

### 通過する自治体
- 三豊市

### 交差する道路
| 交差する道路                         | 交差する場所 | 交差する場所          |
| ------------------------------------ | ------------ | --------------------- |
| E11 高松自動車道                     | 三野町下高瀬 | 3-1 三豊鳥坂IC / 起点 |
| 国道11号                             | 三野町大見   | 道免交差点            |
| 香川県道221号宮尾高瀬線 重複区間起点 | 三野町大見   |                       |
| 香川県道221号宮尾高瀬線 重複区間終点 | 三野町大見   |                       |
| 香川県道222号下高瀬高瀬線            | 三野町下高瀬 |                       |
| 香川県道23号詫間琴平線               | 三野町吉津   | 三野町吉津交差点      |
| 香川県道35号豊中三野線               | 三野町吉津   |                       |
| 香川県道21号丸亀詫間豊浜線           | 仁尾町仁尾辛 | 終点                  |

### 交差する鉄道
- 予讃線

### 沿線
- 大和ハウス工業四国工場
- JR四国予讃線 みの駅
- 三豊市三野支所
- 百十四銀行ATM（旧三野町支店[注釈 1]）
- 三豊市立仁尾中学校
- 三豊市仁尾支所

### 峠
- 吉津峠